# Lancelot (Computerspiel)
Lancelot ist ein Textadventure mit Grafiken, entwickelt vom britischen Computerspielehersteller Level 9. Es wurde 1988 für verschiedene Heimcomputer veröffentlicht.

## Handlung
Der Spieler übernimmt die Rolle von Lancelot, einer Sagenfigur der mittelalterlichen Artusromane. Zu Beginn des Spiels erreicht Lancelot den Hof des legendären Königs Artus, von dem er zum Ritter geschlagen wird. Von Artus und dessen Frau Guinever erhält der Spieler einige Aufgaben, die ihn durch ganz Britannien und nach Nordfrankreich führen und durch deren Erledigung sich sein Ansehen steigert, bis er schließlich mit der Suche nach dem Heiligen Gral betraut wird. Während des gesamten Spielverlaufs muss Lancelot dabei die ritterlichen Tugenden berücksichtigen. Ein Nebenstrang der Handlung ist das sich verändernde Verhältnis Lancelots zu Artus’ Frau Guinever, das aber im Gegensatz zur Artussage kein zentrales Element in Lancelots Leben wird.

## Spielprinzip und Technik
Lancelot ist ein Textadventure, das heißt, Umgebung und Geschehnisse werden als Bildschirmtext ausgegeben und die Visualisierung obliegt zum größten Teil der Fantasie des Spielers. Im Gegensatz zu klassischen Textadventures, die über keinerlei grafische Ausschmückung verfügen, wartet Lancelot mit einem Bild der jeweiligen Umgebung auf. Das Spiel ist in drei Teile unterteilt, die sich unabhängig voneinander spielen lassen. Der dritte Teil, die Suche nach dem Heiligen Gral, spielt dabei 20 Jahre nach den beiden anderen Teilen. Der Parser des Spiels beherrscht einige zum Erscheinungszeitpunkt fortgeschrittene Techniken; so konnte der Spieler anderen Rittern Befehle erteilen und mittels des Kommandos „GO TO“ Orte aufsuchen, die er zuvor bereits erkundet hatte. In geringem Maße verfügt Lancelot über Rollenspiel-Elemente. Zum einen gibt es Kämpfe, denen aber kein Kampfsystem zugrunde liegt und die im Regelfall durch den Spieler gewonnen werden. Zum anderen gibt es einen Punktwert, der die „Ritterlichkeit“ des Spielers repräsentiert und für den Spielfortschritt von Bedeutung ist und der durch ritterliche oder unritterliche Taten beeinflusst wird. Durch die seit Knight Orc im Einsatz befindliche (und nach diesem Spiel benannte), von Level 9 entwickelte KAOS-Engine ist Lancelot in der Lage, ein Eigenleben der NPCs zu simulieren, wovon das Spiel reichhaltigen Gebrauch macht.

## Produktionsnotizen
In früheren Level-9-Spielen stammten alle Texte im Spiel von den Gebrüdern Austin, meistens von Pete Austin. Für Lancelot wurden professionelle Autoren herangezogen: Peter McBride and Christina Erskine. Ersterer ist Sachbuchautor im Bereich Informatik und hatte für Level 9 bereits die früheren Spielen beigelegten, in die Spielwelten einführenden Novellen geschrieben, außerdem war er Koautor des 1987 erschienenen Gnome Ranger. Erskine war Redakteurin des Commodore-Horizons-Magazins und ist mittlerweile als Sachbuchautorin im Bereich Gartendesign tätig. Der Lancelot begleitende Erzählband King Arthur and the Knights of the Round Table fasst verschiedene Artus-Legenden zusammen und beruht dabei auf dem Buch Le Morte Darthur von Thomas Malory von 1485. Der Spielverpackung lag außerdem eine Landkarte des mittelalterlichen England bei, die Orte des Spielgeschehens darstellt.
Die ursprünglichen Versionen des Spiels beinhalteten einen Wettbewerb, dessen Sieger eine silberne, an den Heiligen Gral erinnernde Skulptur erhielten. Die Versionen für Spectrum +3, Schneider CPC und Amstrad PCW wurden auf Disketten in einem ungewöhnlichen Dreifachformat ausgeliefert, das von allen drei Rechnertypen gelesen werden konnte.

## Rezeption
Anatol Locker urteilte für die Power Play, die Puzzles seien „unlogisch oder einfach dämlich“, und kritisierte Grafik, Parser und den zeitweiligen „Bierernst“ der Geschichte.
Mike Gerrard stellte im Your Sinclair fest, dass Lancelot im Vergleich zu früheren Spielen mit ähnlicher Thematik die Artussage und das mittelalterliche England deutlich umfassender darstelle und sich streckenweise anfühle, als würde man in ein Buch eintauchen. Er lobte die Qualität der Texte und den Parser, kritisierte aber die Grafik („Nur die Spectrum-+3-Nutzer bekommen Grafiken zu sehen, und sie werden sich wünschen, dem wäre nicht so.“) sowie kleinere Fehler, die sich aus der Komplexität des Parsers ergäben. Das Crash-Magazin analysierte, dass Lancelot durch den „raffinierten“ Parser und die große, frei begehbare Spielwelt einen einfachen Einstieg in Spiel und Spielwelt biete, dass sich das Spiel durch den Wegfall genretypischer Restriktionen aber stellenweise so präsentiere, als würde „es sich selbst spielen“. Crash lobte den „hochentwickelten“ Parser und die „vielschichtigen“ Charaktere sowie die Interaktionsmöglichkeiten mit diesen und kritisierte lediglich einige Längen in den Texten. Das Magazin Amiga Computing bezeichnete Lancelot als „eines der besten Adventures von Level 9“ und lobte die „hochatmosphärischen“ Texte sowie die Grafiken der Amiga-Version. Das ACE-Magazin bezeichnete Lancelot zwar als „desaströse Enttäuschung“ und kritisiert ein schlechtes Spieldesign, eine nachlässige Implementierung sowie einige „grauenhafte“ Puzzles, gesteht den Räumlichkeiten und Charakteren des Spiels aber eine „unbestreitbare Aura der Authentizität“ zu und bewertete das Spiel als „technisch beeindruckend, (...) aber (...) unbefriedigend“.